# Homalomena pineodora
Homalomena pineodora är en kallaväxtart som beskrevs av Sulaiman och Peter Charles Boyce. Homalomena pineodora ingår i släktet Homalomena och familjen kallaväxter. Inga underarter finns listade.